# Кокко, Яри
Яри Кокко (фин. Jari Kokko; 1961, Вийтасаари, Финляндия) — финский кинорежиссёр и продюсер, специалист в области российского кино.

## Биография
Родился в 1961 году в Виитасаари, в Финляндии.
Закончил Всероссийский государственный университет кинематографии имени С. А. Герасимова и в 1984 году дебютировал с фильмом «Portto pedon selässä». Основатель студии «Kinokokko».
В 2012 году фильм «Слезы счастья» удостоен Диплома I степени от жюри V международного фестиваля документальных фильмов «Северный характер», проводимого в Мурманске.
2 декабря 2012 года документальный фильм о летнем лагере «путинской молодежи» — «Rakastan sinua kyyneliin» («Я люблю тебя до слёз») стал лауреатом фестиваля независимого кино «Чистые грезы — ДебоширФильм», прошедшем в Санкт-Петербурге.

## Фильмография
- 1984 — «Portto pedon selässä»
- 2004 — «Elinkautiset»
- 2005 — «Pietarin taivaan alla»
- 2006 — «Timo-Juhani ja linnut», док. фильм о композиторе Тимо-Юхане Кюллёнене.
- 2006 — «Den flytande bron — Zinaida Linden, författare», док. фильм о писательнице Зинаиде Линден.
- 2009 — «44500 Max — The Perfumer» («Парфюмер»), док. фильм о парфюмере Максе Перттуле[фин.][3]
- 2012 — «Rakastan sinua kyyneliin» («Я люблю тебя до слёз»), док. фильм о летнем лагере «путинской молодежи».